# 蓮峰寺
大崗山蓮峰寺，俗稱蓮花穴，是位於臺灣高雄市阿蓮區大崗山山腰的一座傳統佛寺，主要供奉釋迦牟尼佛 。於日治明治42年（1909年），由超峰寺僧開吉師偕同母親開山和尚尼永貴尼師及妹妹等共同興建茅蓬靜修。因寺基座落於崗山山脈的「蓮花穴」上，居處崗山群峰之間，故取穴名「蓮」字與「峰」字相合，命名為「蓮峰寺」。

## 歷史沿革

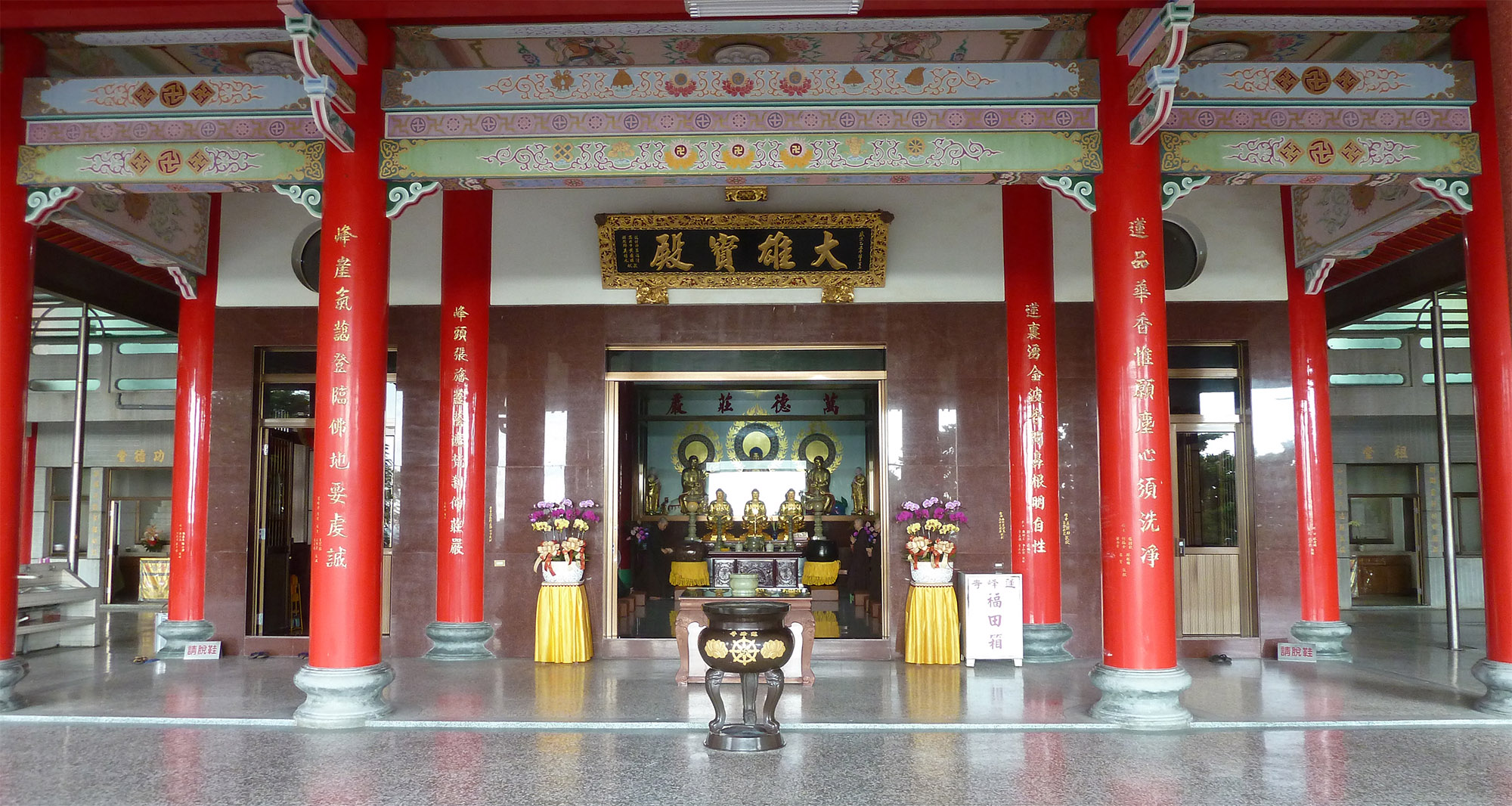
蓮峰寺大雄寶殿

### 開山
日治明治42年（1909年），蓮峰寺開山住持永貴尼師帶著兒子梁牪（日後於超峰寺出家為開吉法師）與梁珠記（日後的開善尼師）、梁猛兩名女兒，在阿蓮莊大崗山山麓（蓮峰寺現址山下約 100 公尺處），搭蓋茅蓬數間靜修。後於明治45年（1912年），永貴尼師、開吉師與超峰寺住持永定法師相謀，由超峰寺、龍湖庵、福全堂等寺院信徒共同募集經費，於同年4月興建蓮峰寺，為超峰寺分寺。創建初期，因經濟拮据，僅能築木屋而居。日治大正3年（1914年）永貴尼師為了擴大宣揚佛法，變賣全部財產，在善心居士的捐獻下，動工興建佛殿，工程於大正5年（1916年）完工。

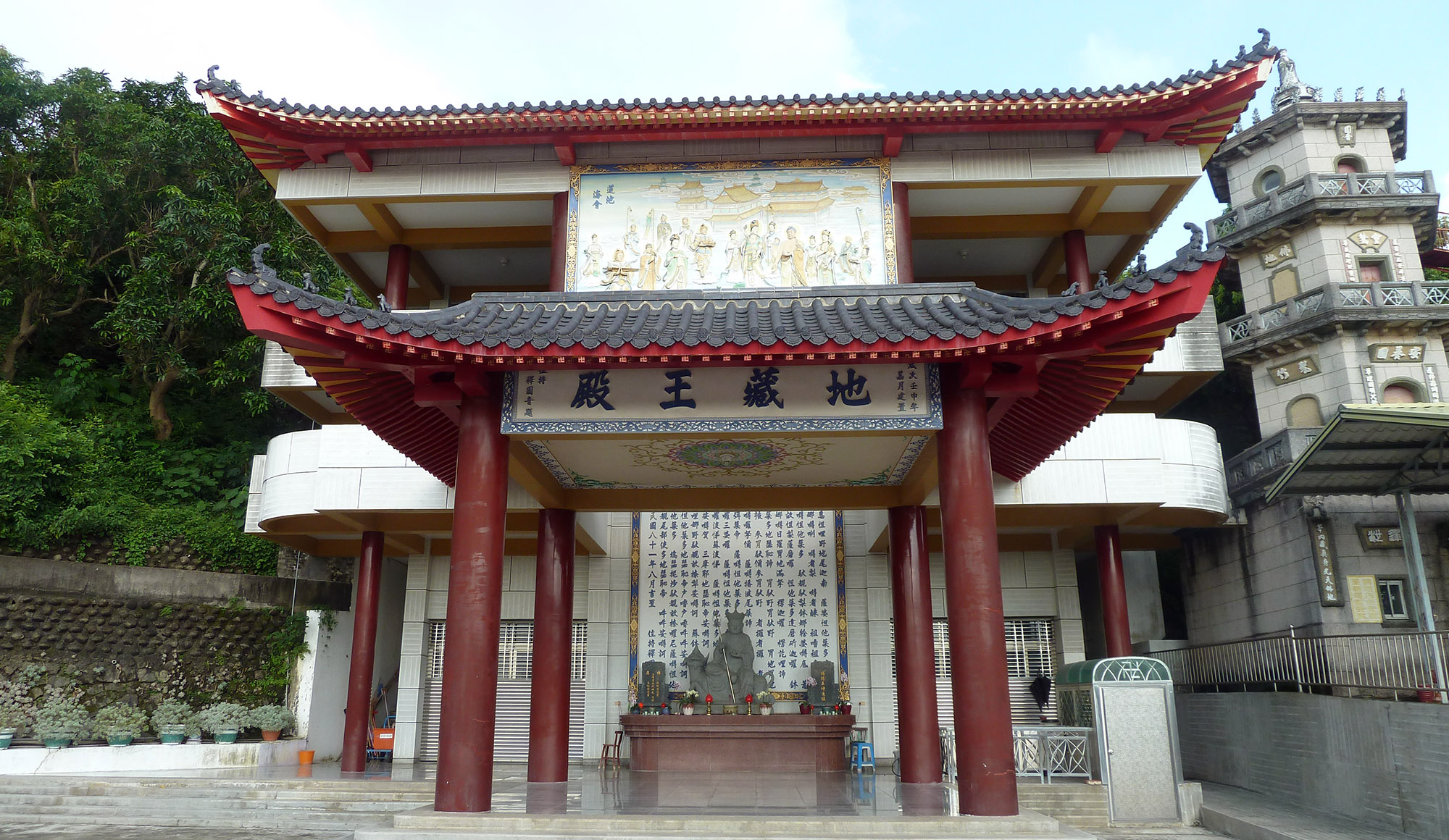
蓮峰寺地藏王殿外觀

### 興辦教育
昭和15年8月，蓮峰寺興辦為期六個月的尼眾講習會，由日本臨濟宗妙心寺派僧侶東海宜誠法師策畫籌勵，由各地選拔推薦具有公學校畢業以上，具日語能力的尼眾齋姑二十名，施以尼眾修道訓練。學習修身（國民道德）、佛教教義（日語）、佛教史、法事誦經、裁縫等課程。除每日授課5小時外，還安排了佛門早晚課誦及禪坐修持等必修課程，與日本尼師教育相同。負責教學的日本尼僧東海昌道，後來也成為蓮峰寺的駐寺尼師。

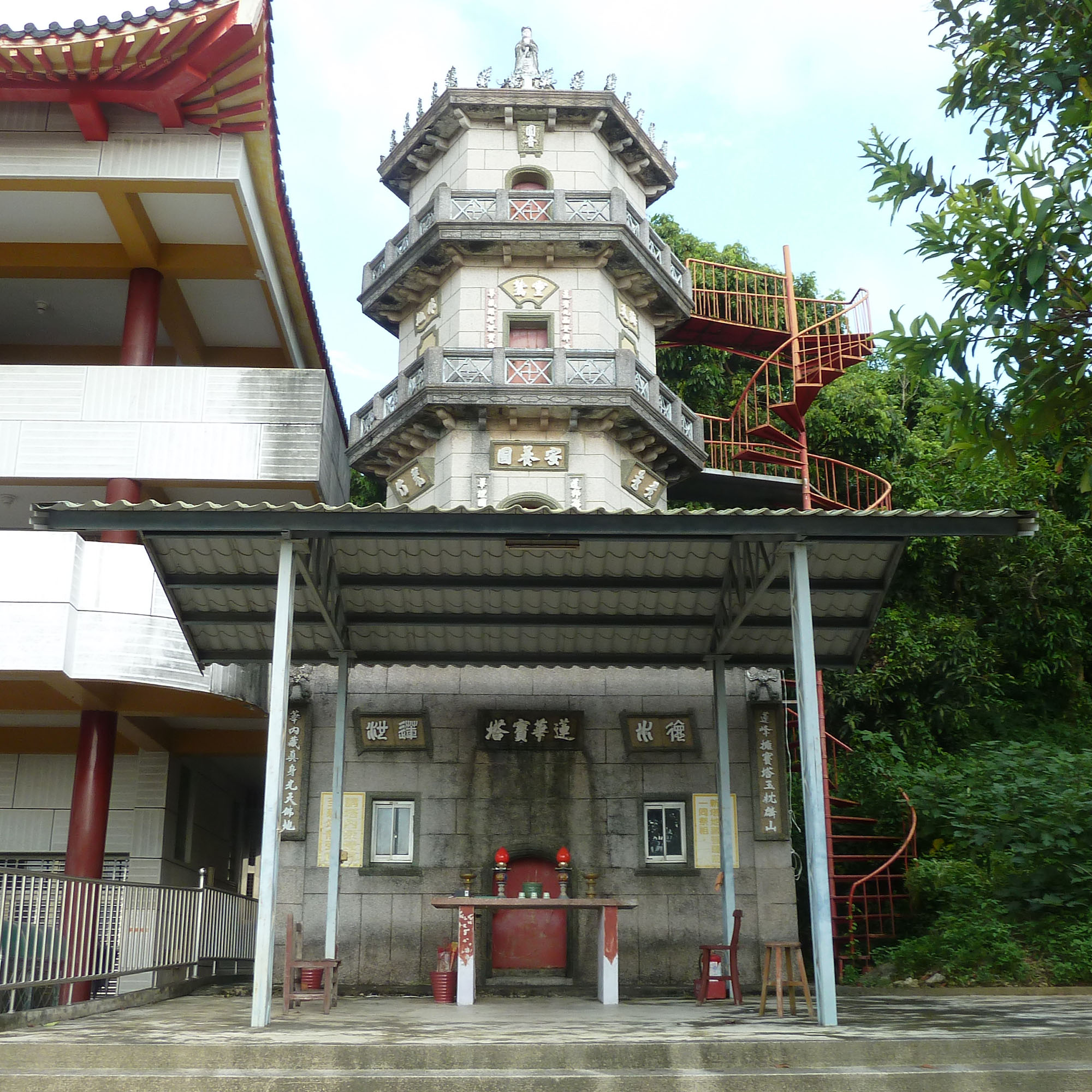
蓮峰寺蓮華寶塔外觀

### 遭遇戰事
1941年12月太平洋戰爭爆發後，大崗山被日本政府列為軍事重地，寺院被要求於昭和18年（1943年）9月前全面遷移，因此大崗山六大寺院因為遷移案於昭和17年（1942年）8月1日呈遞請願書，協議將超峰寺、蓮峰寺、龍湖庵、淨蓮堂四所寺院合併為大超峰寺。美軍轟炸台灣，崗山遭空襲轟炸，房舍毀壞無數，全寺僧眾被迫撤離大崗山，分散至山下的新超峰寺和岡山警悟禪寺安住。直到戰爭結束，民國35年（1946年），開吉法師才得以重回大崗山，帶導寺眾重建蓮峰寺，並擔任住持。

### 重建
開吉法師接任住持後，重建之初百廢待興，加之經濟困拮，靠著寺眾及居士以苦力耕農，種植蔬果積累經費。從民國46年開始，由信徒發動募款，開始初期興建工程，直到民國78年，歷經四任住持的努力，工程大致完峻，建成新式水泥磚瓦三合式二層佛寺，建築群有大雄寶殿、寢室、客廳、廚房、倉庫等建築物，數年後再增建地藏王殿及蓮花寶塔，廟埕前廣場，當年曾是蔣中正觀看中美聯合軍演的觀禮平台。民國81年（1992年）第五任住持圓音法師接任蓮峰寺住持，於是年的12月22日，舉行蓮峰寺佛像開光暨開寺大典，同時舉辦住持晉山陞座典禮。

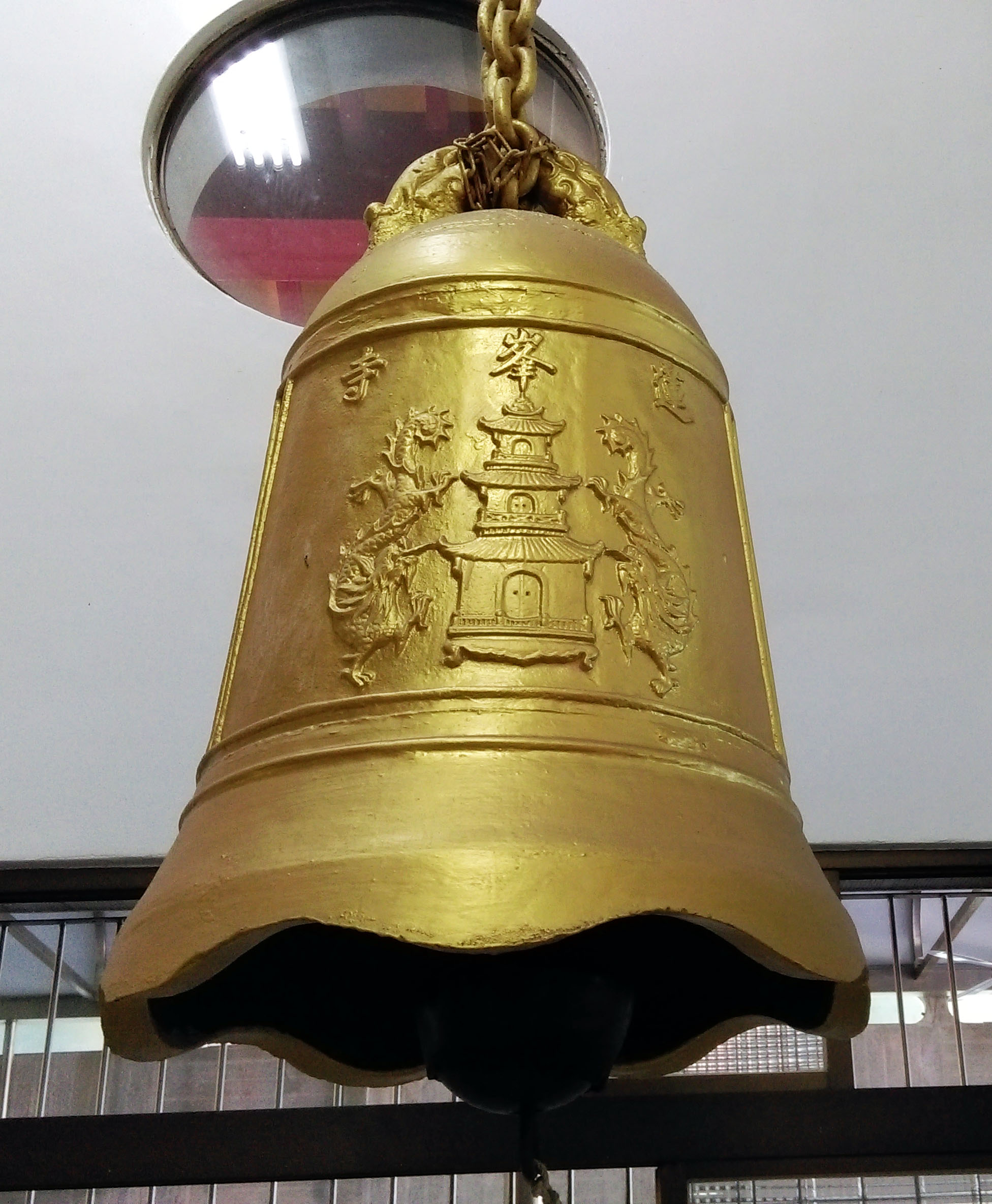
高雄市阿蓮區大崗山蓮峰寺製作於昭和十年的銅鐘

## 法脈傳承

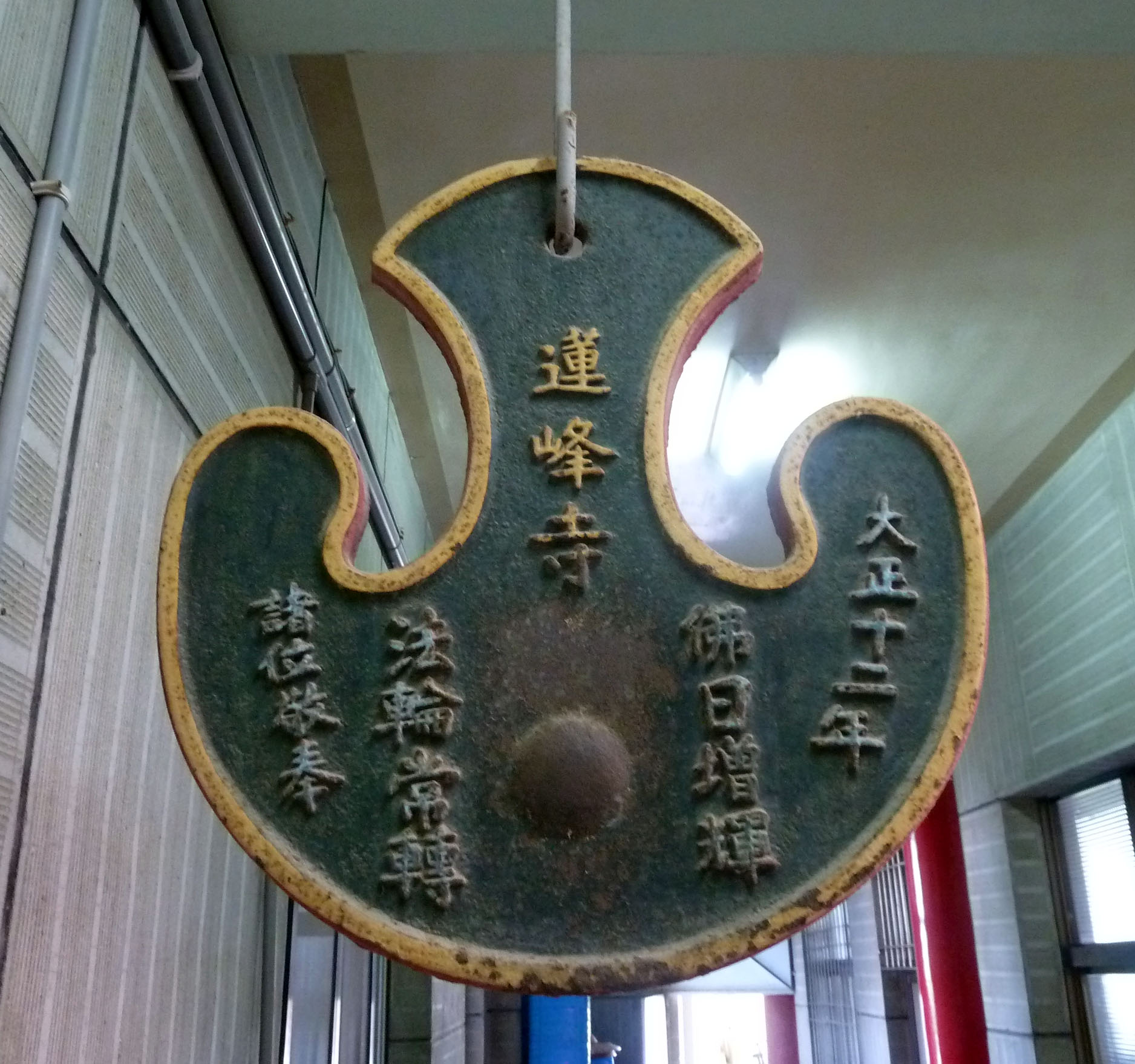
高雄市阿蓮區大崗山蓮峰寺製作於大正十二年的雲板

- 臨濟宗[註 1] 大崗山派[註 2]

## 歷任住持
第一任住持 永貴尼師（？－1941年）
第二任住持 開吉法師（1886年－1962年）
第三任住持 開善法師（1902年－1971年）
第四任住持 心聽法師（1905年－2002年）
第五任住持 圓音法師（1949年－2011年）
第六任住持 天燈法師（1972年－）

## 文物
- 日治昭和十年（1935年）的古鐘
- 日治大正十二年（1923年）的雲板

## 定期法會
- 農曆新年：千佛法會，恭誦法華經與梁皇法會每兩年輪替辦理一次。
- 農曆4月8日：浴佛法會。
- 農曆7月15至16日：盂蘭盆法會。
- 農曆9月底：藥師佛法會。

## 公益慈善
現任住持天燈法師，遵照前任住持圓音法師生前遺願，秉持佛陀慈悲為懷的精神，自民國100年（2011年）起，不定期捐贈低收入戶及生活邊緣戶各類生活物資，濟助範圍包含高雄市阿蓮區、台南市關廟區下湖 里、山上區、北區三安里與玉皇里，法師愛心送暖、關懷弱勢的善行深得各界嘉許。